# Entre Sevilla y Triana
Entre Sevilla y Triana es un sainete lírico (zarzuela) en dos actos, con música de Pablo Sorozábal y libreto de Luis Fernández de Sevilla y Luis Tejedor Pérez. Se estrenó el 8 de abril de 1950 en el Teatro Circo Price de Madrid. 

## Personajes
| Personaje                                       | Tesitura        | Reparto del estreno, 8 de abril de 1950 |
| ----------------------------------------------- | --------------- | --------------------------------------- |
| Reyes, joven sevillana                          | soprano         | Ana María Iriarte                       |
| Micaela, prima de Reyes y novia de Angeliyo     | tiple cómica    | Enriqueta Serrano                       |
| Esperanza, cantaora enamorada de Fernando       | actriz cantante |                                         |
| Fernando, capitán de barco y novio de Reyes     | barítono        | Antonio Medio                           |
| José María, enamorado de Reyes                  | tenor           | Enrique de la Vara                      |
| Angeliyo, aspirante a torero y novio de Micaela | tenor cómico    | Luis Cuenca                             |
| Mariano, tío de Reyes                           | actor cantante  |                                         |
| Patro, tía de Reyes                             | actriz cantante |                                         |